# Corveissiat
Corveissiat es una comuna francesa situada en el departamento de Ain, de la región de Auvernia-Ródano-Alpes. Pertenece a la comunidad de aglomeración del Bassin de Bourg-en-Bresse.

## Geografía
Se encuentra en el norte del departamento en el límite con Jura y en la orilla derecha del río Ain.

## Demografía
| 564 | 448 | 411 | 438 | 437 | 469 | 508 | 617 |
| Para los censos de 1962 a 1999 la población legal corresponde a la población sin duplicidades (Fuente: INSEE [Consultar]) |     |     |     |     |     |     |     |